# Claudia Koster
Claudia Koster (Wormerveer, 22 maart 1992) is een Nederlandse wielrenster. Vanaf 2019 rijdt ze voor de Duitse wielerploeg WNT-Rotor. Eerder reed ze voor o.a. Sengers Ladies, Parkhotel Valkenburg en het Deense Team VéloConcept.
In 2016 werd Koster vierde in de 7-Dorpenomloop Aalburg. Tijdens de Wereldkampioenschappen wielrennen 2017 in Bergen (Noorwegen) werd ze met haar Team Veloconcept vijfde in de ploegentijdrit. In 2019 werd ze tweede in de massasprint tijdens de eerste etappe van de BeNe Ladies Tour achter Christina Siggaard en voor Letizia Paternoster.

## Palmares
2016
- 4e in 7-Dorpenomloop Aalburg

2017
- 5e in WK ploegentijdrit in Bergen

2019
- 2e in 1e etappe BeNe Ladies Tour